# Ulica Krakusa i Wandy w Koszalinie
Ulica Krakusa i Wandy – ulica w Koszalinie, pomiędzy główną ulicą miasta, ulicą Zwycięstwa i Rondem Solidarności. W całości leży w ciągu drogi krajowej nr 11.